# Ramberg, Nordland
Ramberg är ett fiskeläge som utgör centralort i Flakstads kommun i Nordland fylke i norra Norge. Orten ligger vid Europaväg 10, på den västra delen av ön Flakstadøya.